# Вальдемар Поульсен

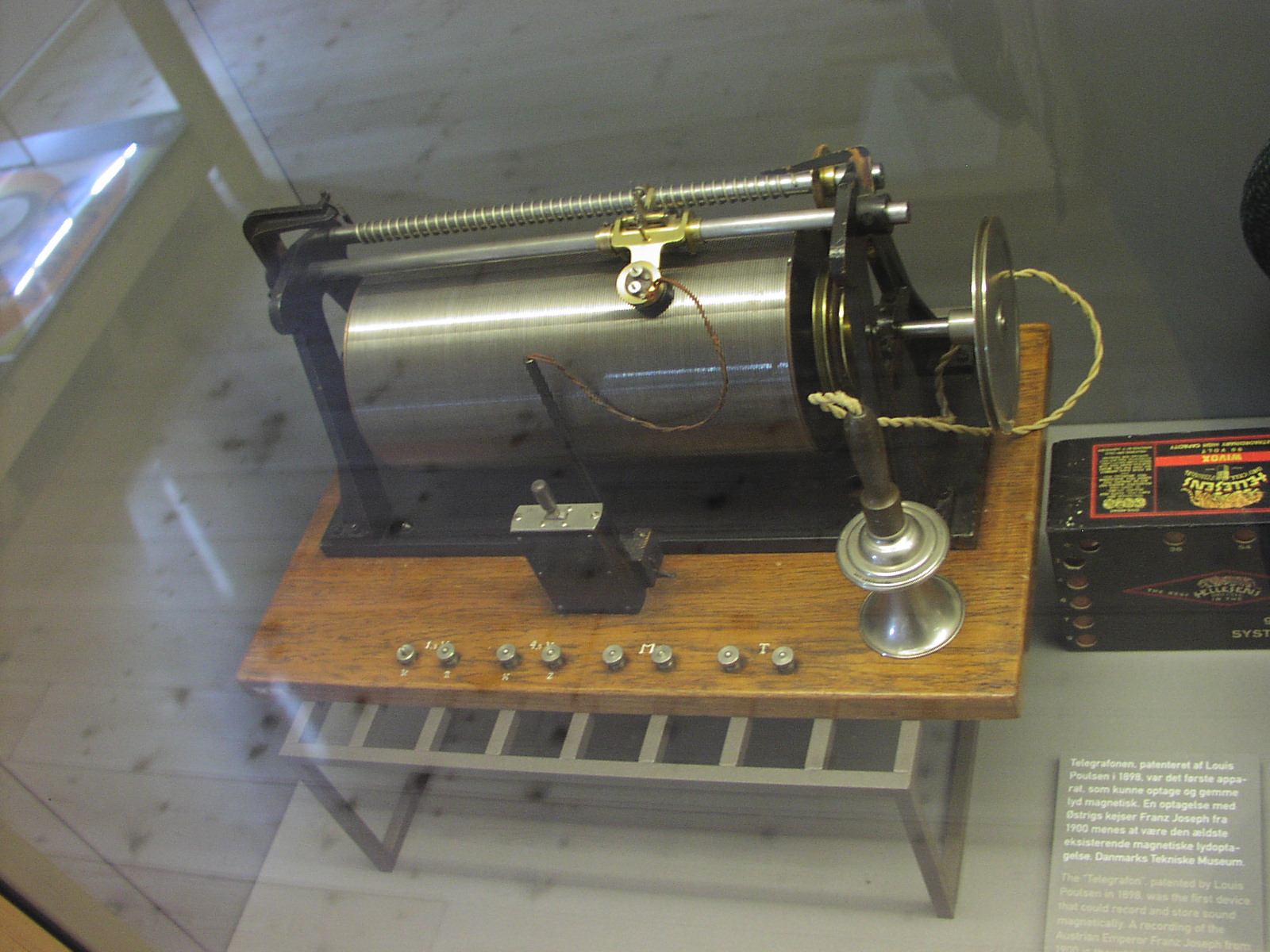
Телеграфон Поульсена

Вальдемар Поульсен (дан. Valdemar Poulsen, 23 листопада 1869, Копенгаген, Данія — 6 серпня 1942, Копенгаген, Данія) — данський інженер, відомий розробкою першого приладу для магнітного запису звуку.
Принцип магнітного запису було продемонстровано Поульсеном ще у 1899 році. Перший прилад називався телеграфоном і використовував металевий (сталевий) дріт як носій. Традиційні магнітофони використовують зручніші і триваліші магнітні стрічки, але базовий принцип аналогового запису звуку не змінився: з підсилювача сигнал подається на записувальну головку, повз яку з постійною швидкістю переміщується носій (стрічка або дріт), внаслідок чого носій намагнічується відповідно до звукового сигналу. При відтворенні звуку носій з тією ж швидкістю протягується повз головку відтворювання, індукуючи в ній слабкий електричний сигнал, який після підсилення подається на гучномовець.
Патент на телеграфон Поульсен отримав у 1898 році. У 1908 році розробив вдосконалений варіант дугового передавача, названого його іменем. Помер у віці 73 років у Нью-Йорку, США. У 1969 році було випущено поштову марку на честь Поульсена.
На Всесвітній виставці 1900-го року Поульсен отримав можливість записати голос імператора Австро-Угорщини Франца Йосифа I. Цей дріт вважається найстарішим магнітним записом, що зберігся донині.